# Ґордон С. Рентшлер
Ґордон Сон Рентшлер (25 листопада 1885, Гамільтон, Огайо, США — 3 березня 1948, Гавана, Куба) був головою банку First National City Bank, попередника Citigroup.

## Біографія
Народився в місті Гамільтон, штат Огайо, 25 листопада 1885 року. Його батько був Джордж А. Рентшлер, один із керівників Hooven-Owens-Rentschler. У нього був брат Фредерік Брант Рентшлер.
Ґордон Рентшлер, будучи старостою класу, закінчив Принстонський університет у 1907 році та повернувся до сімейного бізнесу. Після повені в 1913 році він працював з National City, щоб забезпечити облігації на суму 35 мільйонів доларів для постійного контролю за повенями. Цим Рентшлер привернув увагу Чарльза Е. Мітчелла, котрий став його спонсором у банку.
Після обвалу цін на цукор в Кубі в 1921 він діяв від імені National City задля розв'язання цієї проблеми, оскільки інтереси його сім'ї полягали в постачанні машин для цукрової промисловості. У 1923 році Рентшлеру запропонували посаду директора компанії у віці 38 років — наймолодший в історії банку на той час. Тоді він приїздив до Нью-Йорку раз на тиждень. У 1925 році залишив управління своїм сімейним бізнесом компанії First National. У 1940 році Рентшлер отримав посаду голови CitiGroup.
Рентшлер помер від інфаркту під час поїздки на Кубу.